# إم تي إس
إم تي إس (بالإنجليزية: Mobile TeleSystems)‏ (بالروسية: Мобильные ТелеСистемы) وتُدعى اختصاراً MTS، هي أكبر مشغل إتصالات خلوية في روسيا الإتحادية ورابطة الدول المستقلة, وصل عدد مشتركي الشركة إلى 102.4 مليون مشترك في نهاية عام 2009م.
انطلقت الشركة عام 1994م وانحصر عملها في العاصمة الروسية موسكو, حيثُ بدأت الشركة التوسع عام 1997م بعد حصولها على رخص العمل في انحاء روسيا ثم باشرت بعد ذلك التوسع في رابطة الدول المستقلة.

## مناطق العمل
تعمل شبكة الهاتف النقال MTS باستخدام معيار GSM. وهي تمتلك حاليا تراخيص لتوفير خدمات الهاتف النقال في 81 من أصل 83 منطقة في روسيا وجميع أراضي أرمينيا (VivaCell MTS)، أوكرانيا (Vodafone Ukraine)، روسيا البيضاء، أوزبكستان، و تركمانستان. تعد شركة إم تي إس (MTS) حاليا أكبر مشغل للهاتف المحمول في وسط وشرق أوروبا. يحتوى الجدول التالي على شركات الاتصالات التابعة لمجموعة إم تي إس.
| الدولة        | مشغل الهاتف النقال     |
| ------------- | ---------------------- |
| روسيا         | إم تي إس روسيا         |
| أوكرانيا      | فودافون أوكرانيا       |
| تركمانستان    | إم تي إس تركمانستان    |
| أوزبكستان     | العالمية لأنظمة الهاتف |
| أرمينيا       | إم تي إس أرمينيا       |
| روسيا البيضاء | إم تي إس بيلاروس       |
| الهند         | إتصالات ريلانس         |
| لبنان         | ام تي سي لبنان         |

## معرض صور

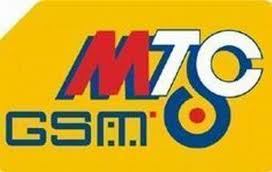
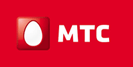